# مرسر (آیووا)
مرسر (به انگلیسی: Mercer) یک منطقهٔ مسکونی در ایالات متحده آمریکا است که در آیووا واقع شده‌است. مرسر ۳۸۳٫۱۴ متر بالاتر از سطح دریا قرار دارد.